# Heilig-Kreuz-Kapelle (Eltmann)

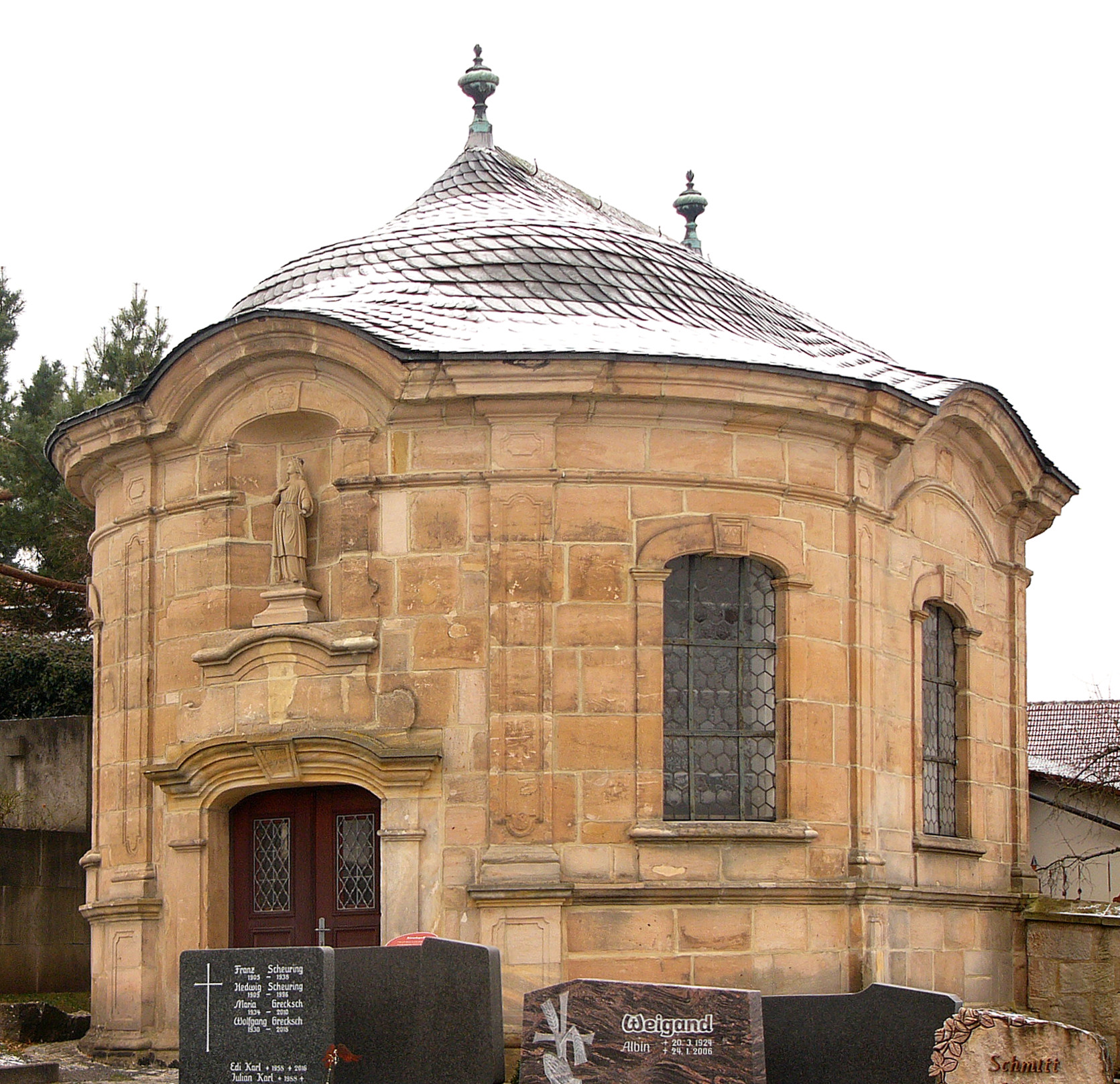
Heilig-Kreuz-Kapelle (Eltmann)

Die Heilig-Kreuz-Kapelle ist ein Kirchengebäude auf dem Friedhof von Eltmann, einer Stadt im unterfränkischen Landkreis Haßberge in Bayern. Das denkmalgeschützte Bauwerk wurde 1768 errichtet und 1962 auf den Friedhof versetzt.

## Beschreibung
Der spätbarocke Longitudinalbau aus Quadermauerwerk wurde nach einem Entwurf von Konrad Fink, einem Schüler von Balthasar Neumann, errichtet. Er hat einen ovalen Grundriss und ist bedeckt mit einer geschwungenen Kuppel. Das Gebälk unter der Dachtraufe ist in vier Achsen zu Giebeln aufgebogen.
Der Innenraum ist mit einem Spiegelgewölbe überspannt. Die Putten über den Fenstern schuf der Stuckateur Johann Peter Hellmuth. Am Altar befindet sich eine Kreuzigungsgruppe, die 1744 von Johann Adam Nickel geschaffen wurde.